# Apach
Apach (Luxemburgs: Opéch) is een gemeente in het Franse departement Moselle in de regio Grand Est. De gemeente telde 1.072 inwoners op 1 januari 2022.

## Geschiedenis
De gemeente maakte voor 2015 deel uit van het arrondissement Thionville-Est en kanton Sierck-les-Bains. Op 1 januari 2015 fuseerden de arrondissementen van Thionville tot het arrondissement Thionville. Toen op 22 maart 2015 het kanton Sierck-les-Bains werd opgeheven werd Apach opgenomen in het kanton Bouzonville.

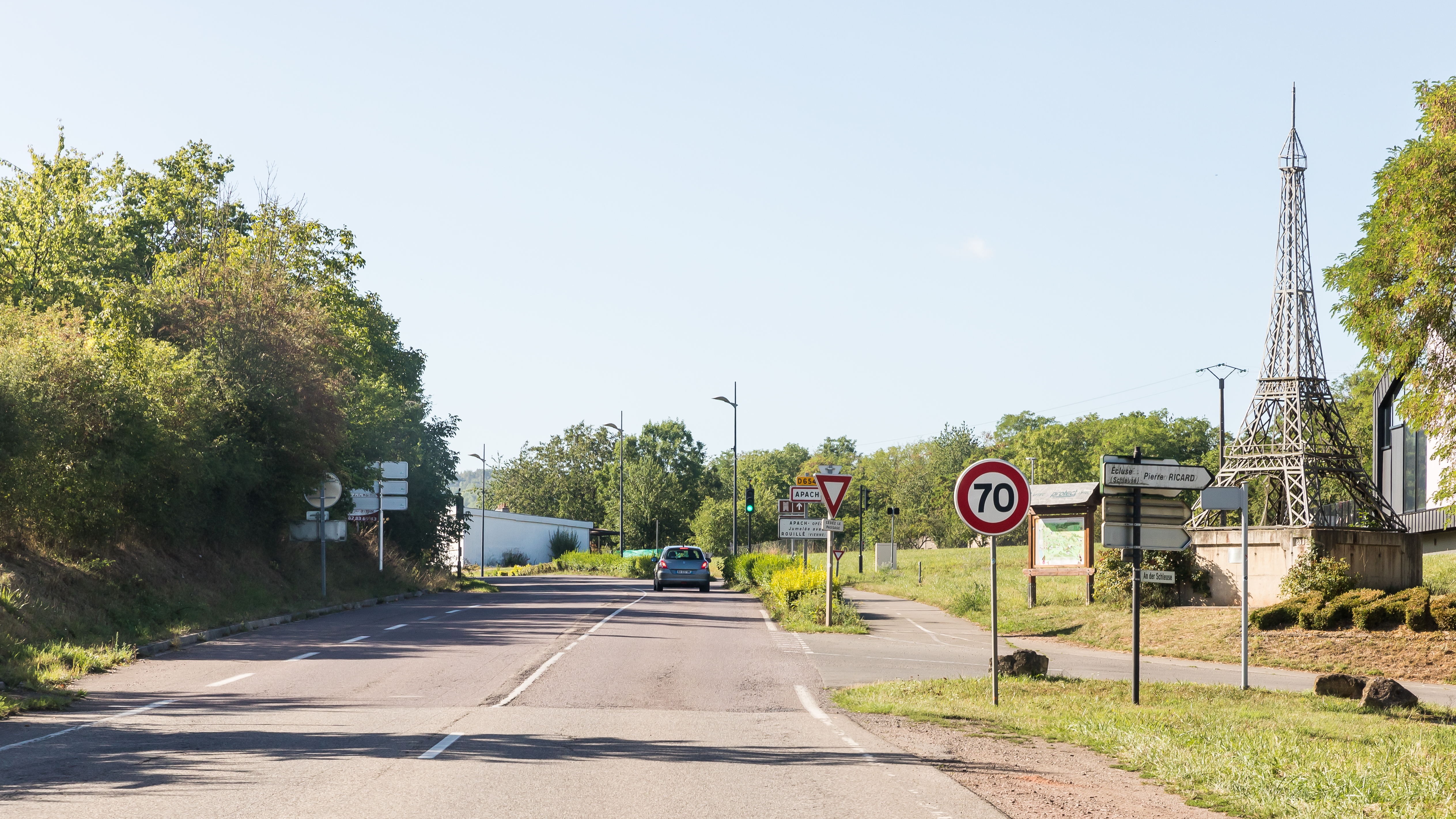
Frans-Duitse grens

## Geografie
De oppervlakte van Apach bedraagt 3,35 vierkante kilometer; Op 1 januari 2022 was de bevolkingsdichtheid 320 inwoners per km². In het noordwesten van de gemeente ligt het drielandenpunt van Duitsland, Frankrijk en Luxemburg. In het westen wordt de gemeente begrensd door de rivier de Moezel.

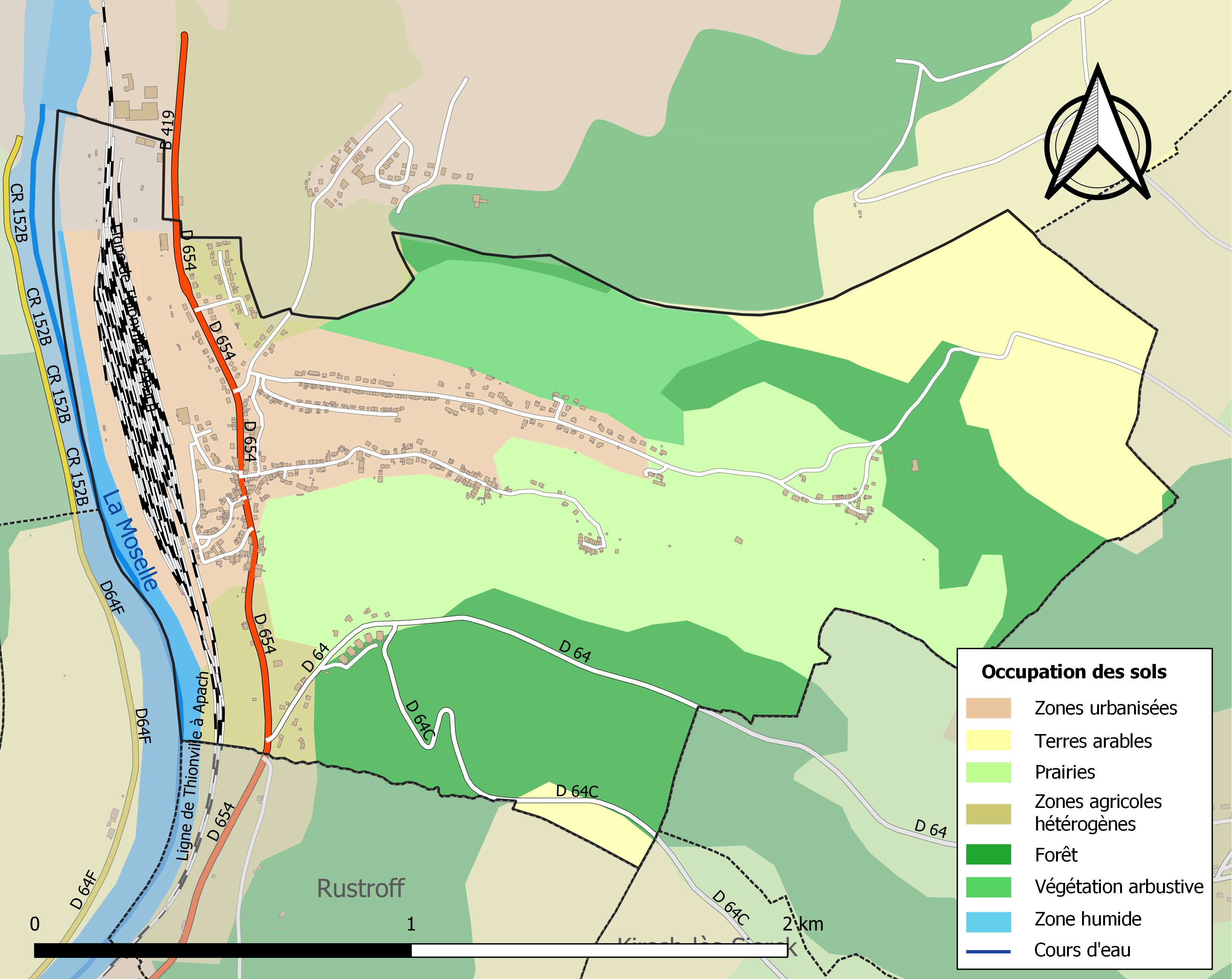
Kaart van de gemeente met de belangrijkste infrastructuur, bodemgebruik en omliggende gemeenten

## Demografie
Onderstaande figuur toont het verloop van het inwonertal.
Arrondissement Forbach-Boulay-Moselle:

Alzing · Anzeling · Berviller-en-Moselle · Bibiche · Bouzonville · Brettnach · Château-Rouge · Chémery-les-Deux · Colmen · Dalem · Dalstein · Ébersviller · Falck · Filstroff · Freistroff · Guerstling · Hargarten-aux-Mines · Heining-lès-Bouzonville · Hestroff · Holling · Menskirch · Merten · Neunkirchen-lès-Bouzonville · Oberdorff · Rémelfang · Rémering · Saint-François-Lacroix · Schwerdorff · Tromborn · Vaudreching · Villing · Vœlfling-lès-Bouzonville

Arrondissement Thionville:

Apach · Contz-les-Bains · Creutzwald · Flastroff · Grindorff-Bizing · Halstroff · Haute-Kontz · Hunting · Kerling-lès-Sierck · Kirsch-lès-Sierck · Kirschnaumen · Laumesfeld · Launstroff · Malling · Manderen-Ritzing · Merschweiller · Montenach · Rémeling · Rettel · Rustroff · Sierck-les-Bains · Waldweistroff · Waldwisse